# Ixodes persulcatus
Ixodes persulcatus е паразитен евроазиатски иксодов кърлеж при хора, бозайници и птици, основен вектор на заболяванията Лаймска болест, Бабезиоза и Кърлежов енцефалит в тази част на света

## Разпространение
Кърлежът е разпространен в огромен район от умерения пояс и тайгата. На изток се простира от източното балтийско крайбрежие на Финландия, Естония и Латвия. На запад преминава през Литва, Беларус, Карелия, цяла Русия в тази географска зона, вкл. и района на столицата Москва. На изток преминава през северните части на Казакстан и Монголия, както и района на Манджурия в Китай. В Русия продължава до тихоокеанското крайбрежие на Далечния изток, Курилските острови, остров Сахалин и южна Камчатка, но продължава и до Корейския полуостров и Японския архипелаг.

## Особености
Ларвите и нимфите на вида паразитират по птици и редица дребни гризачи. Възрастната форма (имаго) паразитира при елени и други едри бозайници, включително и хора.